# Ангела
Ангела је женско име које се користи у Енглеској, Италији, Немачкој, Холандији, Румунији, Словенији, Словачкој и Русији. На енглеском говорном подручју ово име је ушло у употребу у 18. веку. У Србији је ово варијанта имена Ангелина.

## Популарност
Популарно је у многим земљама. У САД је од 1900. до 2007. увек било међу првих триста. У овој земљи је 1970-их било на 999. месту као мушко име. У Норвешкој је од 2000. до 2007. увек било међу првих петсто, у Шведској од 1998. до 2003. међу првих триста, а у Шпанији од 2002. до 2006. међу првих 30.

## Имендани
Имендан се слави у више земаља:
| Држава   | Датум(и)     |
| -------- | ------------ |
| Естонија | 6. септембар |
| Немачка  | 27. јануар   |
| Грчка    | 8. новембар  |
| Словачка | 11. март     |
| Шведска  | 7. децембар  |

Мађарска варијанта имена је Angéla и имендан је 31. маја.

## Занимљивост
Занимљиво је да постоји град Ангела у Монтани, САД.